# Llac hipersalí
Un llac hipersalí és una massa d'aigua sense sortida al mar que conté concentracions significatives de clorur de sodi o altres sals minerals. Aquests tipus de llacs normalment tenen l'aigua salina amb concentracions que superen el contingut mitjà de sal del mar (35 grams/litre). En els llacs hipersalins hi ha espècies adaptades especialment de microbis i crustacis, d'altra banda no són aigües adequades per la majoria de les formes de vida. Algunes espècies entren en dormició quan es dessequen. Algunes espècies hi són presents des de fa 250.000 anys.
Els llacs més salins del món es troben a l'Antàrtida (Valls seques de McMurdo) on l'estanyol Don Juan arriba al 40% de concentració salina. (i.e. 18 times saltier than the large oceans, which usually have a salinity level of 3,5%). Aquesta elevada concentració fa que l'estanyol Don Juan no es glaci fins i tot amb temperataures per sota dels -50 °C.
Fora de l'Antàrtida el llac més salí és el llac Assal a Djibouti, amb una salinitat del 34,8%. L'exemple més conegut de llac hipersalí és la mar Morta (salinitat del 33,7%).
Entre els llacs hipersalins de Nord-amèrica destaca el Llac Mono de Califòrnia on s'hi ha trobat l'extraordinari bacteri GFAJ-1.